# Toyota TF102
O TF102 é o modelo da Toyota da temporada de 2002 da Fórmula 1. Foi guiado por Mika Salo e Allan McNish. Em 2002, a Toyota começou na Fórmula 1 com o TF102. Este carro, projetado por Gustav Brunner, foi o descendente do TF101 André de Cortanze que serviu de carro-laboratório durante as sessões de teste em 2001. O TF102, alimentado pelo V10 RVX-02, tinha uma aerodinâmica muito convencional não impressionou muitas pessoas durante a temporada de testes. No entanto, Mika Salo levou dois pontos no GP da Austrália e do Brasil. Mas foi tudo por causa de inúmeros problemas técnicos, então sobrevida. O chassi era de fato a tendência para se degradar e perder o apoio Como o fim de semana, portanto, o fraco desempenho na corrida. Mas o carro não era desprovido de qualidades, o motor mostrou de fato um poder bastante satisfatória.
|  |  |

## Resultados[1]
(legenda) 
| Ano  | Chassis | Motor             | Pneus | N° | Pilotos      | 1   | 2   | 3   | 4   | 5   | 6   | 7   | 8   | 9   | 10  | 11  | 12  | 13  | 14  | 15  | 16  | 17  | Pontos | Posição |  |
| ---- | ------- | ----------------- | ----- | -- | ------------ | --- | --- | --- | --- | --- | --- | --- | --- | --- | --- | --- | --- | --- | --- | --- | --- | --- | ------ | ------- |  |
|      |         |                   |       |    |              |     |     |     |     |     |     |     |     |     |     |     |     |     |     |     |     |     |        |         |  |
|      |         |                   |       |    |              | AUS | MAL | BRA | SMR | ESP | AUT | MON | CAN | EUR | GBR | FRA | GER | HUN | BEL | ITA | USA | JAP |        |         |  |
| 2002 | TF102   | Toyota RVX-02 V10 | M     | 24 | Mika Salo    | 6   | 12  | 6   | Ret | 9   | 8   | Ret | Ret | Ret | Ret | Ret | 9   | 15  | 7   | 11  | 14  | 8   | 2      | 10º     |  |
| 2002 | TF102   | Toyota RVX-02 V10 | M     | 25 | Allan McNish | Ret | 7   | Ret | Ret | 8   | 9   | Ret | Ret | 14  | Ret | 11† | Ret | 14  | 9   | Ret | 15  | DNS | 2      | 10º     |  |

† Completou mais de 90% da distância da corrida.